# Noord-Macedonië op het Europees kampioenschap voetbal 2020
Noord-Macedonië was een van de deelnemende landen aan het Europees kampioenschap voetbal 2020. Het was de eerste deelname voor het land. Igor Angelovski was de bondscoach. Noord-Macedonië werd uitgeschakeld in de groepsfase.

## Kwalificatie

### Kwalificatieduels
|                                                |                              |         |                                          |                                                                         |
| 21 maart 2019 «onderlinge duels» 20.45 (UTC+1) | Noord-Macedonië              | 3 − 1   | Letland                                  | Telekom Arena, Skopje Toeschouwers: 7.043 Scheidsrechter: Halis Özkahya |
| 21 maart 2019 «onderlinge duels» 20.45 (UTC+1) | Alioski 11' Elmas 29', 90+3' | Verslag | 87' (e.d.) Velkovski 62', 90+3' Cigaņiks | Telekom Arena, Skopje Toeschouwers: 7.043 Scheidsrechter: Halis Özkahya |

|                                                |          |         |                 |                                                                              |
| 24 maart 2019 «onderlinge duels» 20.45 (UTC+1) | Slovenië | 1 − 1   | Noord-Macedonië | Stožicestadion, Ljubljana Toeschouwers: 9.872 Scheidsrechter: Xavier Estrada |
| 24 maart 2019 «onderlinge duels» 20.45 (UTC+1) | Zajc 34' | Verslag | 47' Bardhi      | Stožicestadion, Ljubljana Toeschouwers: 9.872 Scheidsrechter: Xavier Estrada |

|                                              |                 |         |            |                                                                                |
| 7 juni 2019 «onderlinge duels» 20.45 (UTC+2) | Noord-Macedonië | 0 − 1   | Polen      | Toše Proeskiarena, Skopje Toeschouwers: 22.000 Scheidsrechter: Gianluca Rocchi |
| 7 juni 2019 «onderlinge duels» 20.45 (UTC+2) | Musliu 66', 85' | Verslag | 47' Piątek | Toše Proeskiarena, Skopje Toeschouwers: 22.000 Scheidsrechter: Gianluca Rocchi |

|                                               |                        |         |                                                           |                                                                               |
| 10 juni 2019 «onderlinge duels» 20.45 (UTC+2) | Noord-Macedonië        | 1 − 4   | Oostenrijk                                                | Toše Proeskiarena, Skopje Toeschouwers: 10.501 Scheidsrechter: Aleksej Jeskov |
| 10 juni 2019 «onderlinge duels» 20.45 (UTC+2) | Hinteregger 18' (e.d.) | Verslag | 39' Lazaro 62' (pen.), 82' Arnautović 86' (e.d.) Bejtulai | Toše Proeskiarena, Skopje Toeschouwers: 10.501 Scheidsrechter: Aleksej Jeskov |

|                                                   |            |         |                 |                                                                               |
| 5 september 2019 «onderlinge duels» 21.45 (UTC+3) | Israël     | 1 − 1   | Noord-Macedonië | Turnerstadion, Beër Sjeva Toeschouwers: 15.200 Scheidsrechter: Andreas Ekberg |
| 5 september 2019 «onderlinge duels» 21.45 (UTC+3) | Zahavi 55' | Verslag | 64' Ademi       | Turnerstadion, Beër Sjeva Toeschouwers: 15.200 Scheidsrechter: Andreas Ekberg |

|                                                   |         |         |                       |                                                                     |
| 9 september 2019 «onderlinge duels» 21.45 (UTC+3) | Letland | 0 − 2   | Noord-Macedonië       | Skontostadion, Riga Toeschouwers: 2.724 Scheidsrechter: Espen Eskås |
| 9 september 2019 «onderlinge duels» 21.45 (UTC+3) |         | Verslag | 14' Pandev 17' Bardhi | Skontostadion, Riga Toeschouwers: 2.724 Scheidsrechter: Espen Eskås |

|                                                  |                 |         |                     |                                                                               |
| 10 oktober 2019 «onderlinge duels» 20.45 (UTC+2) | Noord-Macedonië | 2 − 1   | Slovenië            | Toše Proeskiarena, Skopje Toeschouwers: 16.500 Scheidsrechter: Danny Makkelie |
| 10 oktober 2019 «onderlinge duels» 20.45 (UTC+2) | Elmas 50', 68'  | Verslag | 90+5' (pen.) Iličić | Toše Proeskiarena, Skopje Toeschouwers: 16.500 Scheidsrechter: Danny Makkelie |

|                                                  |                          |         |                 |                                                                                      |
| 13 oktober 2019 «onderlinge duels» 20.45 (UTC+2) | Polen                    | 2 − 0   | Noord-Macedonië | Nationaal Stadion, Warschau Toeschouwers: 52.894 Scheidsrechter: Antonio Mateu Lahoz |
| 13 oktober 2019 «onderlinge duels» 20.45 (UTC+2) | Frankowski 74' Milik 80' | Verslag |                 | Nationaal Stadion, Warschau Toeschouwers: 52.894 Scheidsrechter: Antonio Mateu Lahoz |

|                                                   |                     |         |                   |                                                                                |
| 16 november 2019 «onderlinge duels» 20.45 (UTC+1) | Oostenrijk          | 2 − 1   | Noord-Macedonië   | Ernst Happelstadion, Wenen Toeschouwers: 41.100 Scheidsrechter: Michael Oliver |
| 16 november 2019 «onderlinge duels» 20.45 (UTC+1) | Alaba 7' Lainer 48' | Verslag | 90+3' Stojanovski | Ernst Happelstadion, Wenen Toeschouwers: 41.100 Scheidsrechter: Michael Oliver |

|                                                   |                 |         |        |                                                                            |
| 19 november 2019 «onderlinge duels» 20.45 (UTC+1) | Noord-Macedonië | 1 − 0   | Israël | Toše Proeskiarena, Skopje Toeschouwers: 5.573 Scheidsrechter: Paolo Valeri |
| 19 november 2019 «onderlinge duels» 20.45 (UTC+1) | Nikolov 45+2'   | Verslag |        | Toše Proeskiarena, Skopje Toeschouwers: 5.573 Scheidsrechter: Paolo Valeri |

### Eindstand groep G
| Nr. | Land            | GW | W | G | V | DV | DT | DS  | Ptn |
| --- | --------------- | -- | - | - | - | -- | -- | --- | --- |
| 1   | Polen           | 10 | 8 | 1 | 1 | 18 | 5  | +13 | 25  |
| 2   | Oostenrijk      | 10 | 6 | 1 | 3 | 19 | 9  | +10 | 19  |
| 3   | Noord-Macedonië | 10 | 4 | 2 | 4 | 12 | 13 | -1  | 14  |
| 4   | Slovenië        | 10 | 4 | 2 | 4 | 16 | 11 | +5  | 14  |
| 5   | Israël          | 10 | 3 | 2 | 5 | 16 | 18 | -2  | 11  |
| 6   | Letland         | 10 | 1 | 0 | 9 | 3  | 28 | -25 | 3   |

### Play-offs

#### Halve finale
|                                                 |                                  |         |                 |                                                                          |
| 8 oktober 2020 «onderlinge duels» 20.45 (UTC+2) | Noord-Macedonië                  | 2 − 1   | Kosovo          | Toše Proeskiarena, Skopje Toeschouwers: 0 Scheidsrechter: Danny Makkelie |
| 8 oktober 2020 «onderlinge duels» 20.45 (UTC+2) | Kololli 16' (e.d.) Velkovski 33' | Verslag | 29' Hadergjonaj | Toše Proeskiarena, Skopje Toeschouwers: 0 Scheidsrechter: Danny Makkelie |

#### Finale
|                                                   |         |         |                 |                                                                                 |
| 12 november 2020 «onderlinge duels» 21.00 (UTC+4) | Georgië | 0 − 1   | Noord-Macedonië | Boris Paitsjadzestadion, Tbilisi Toeschouwers: 0 Scheidsrechter: Anthony Taylor |
| 12 november 2020 «onderlinge duels» 21.00 (UTC+4) |         | Verslag | 56' Pandev      | Boris Paitsjadzestadion, Tbilisi Toeschouwers: 0 Scheidsrechter: Anthony Taylor |

## EK-voorbereiding

### Wedstrijden
|                                              |                 |       |               |                                                                               |
| 1 juni 2021 «onderlinge duels» 18:00 (UTC+2) | Noord-Macedonië | 1 – 1 | Slovenië      | Toše Proeskiarena, Skopje Toeschouwers: 10.000 Scheidsrechter: Besfort Kasumi |
| 1 juni 2021 «onderlinge duels» 18:00 (UTC+2) | Elmas 55'       |       | 90+7' Črnigoj | Toše Proeskiarena, Skopje Toeschouwers: 10.000 Scheidsrechter: Besfort Kasumi |

|                                              |                                                              |       |                |                                                                                |
| 4 juni 2021 «onderlinge duels» 18:00 (UTC+2) | Noord-Macedonië                                              | 4 – 0 | Kazachstan     | Toše Proeskiarena, Skopje Toeschouwers: 10.000 Scheidsrechter: Milovan Milačić |
| 4 juni 2021 «onderlinge duels» 18:00 (UTC+2) | Alioski 35' (pen.) Tričkovski 57' Ristovski 74' Čurlinov 76' |       | 45+2' Muzhikov | Toše Proeskiarena, Skopje Toeschouwers: 10.000 Scheidsrechter: Milovan Milačić |

## Het Europees kampioenschap
De loting vond plaats op 30 november 2019 in Boekarest. Noord-Macedonië werd ondergebracht in groep C, samen met Nederland, Oekraïne en Oostenrijk.

### Uitrustingen
Sportmerk: JAKO
| Thuis | Uit | Doelman |

### Selectie en statistieken
| Nr. | Naam                  | Geboortedatum | GW |   |   |   |   |   |   | Club               | Positie(s) |
| --- | --------------------- | ------------- | -- | - | - | - | - | - | - | ------------------ | ---------- |
| 1   | Stole Dimitrievski    | 25-12-1993    | 3  | 0 | 0 | 0 | 0 | 0 | 0 | Rayo Vallecano     | GK         |
| 2   | Egzon Bejtulai        | 07-01-1994    | 1  | 0 | 0 | 0 | 0 | 1 | 0 | Shkëndija Tetovo   | CB         |
| 3   | Gjoko Zajkov          | 10-02-1995    | 0  | 0 | 0 | 0 | 0 | 0 | 0 | Sporting Charleroi | CB         |
| 4   | Kire Ristevski        | 22-10-1990    | 1  | 0 | 0 | 0 | 0 | 1 | 0 | AEL Limasol        | CB         |
| 5   | Arijan Ademi          | 29-05-1991    | 3  | 0 | 0 | 0 | 0 | 0 | 2 | Dinamo Zagreb      | DM         |
| 6   | Visar Musliu          | 13-11-1994    | 3  | 0 | 1 | 0 | 0 | 0 | 1 | MOL Fehérvár       | CB         |
| 7   | Ivan Tričkovski       | 18-04-1987    | 3  | 0 | 0 | 0 | 0 | 2 | 1 | AEK Larnaca        | CF         |
| 8   | Ezgjan Alioski        | 12-02-1992    | 3  | 1 | 2 | 0 | 0 | 0 | 0 | Leeds United       | LB, LW     |
| 9   | Aleksandar Trajkovski | 05-09-1992    | 3  | 0 | 1 | 0 | 0 | 1 | 2 | RCD Mallorca       | LW         |
| 10  | Goran Pandev          | 27-07-1983    | 3  | 1 | 0 | 0 | 0 | 0 | 1 | Genoa CFC          | CF         |
| 11  | Ferhan Hasani         | 18-06-1990    | 1  | 0 | 0 | 0 | 0 | 1 | 0 | Partizan Tirana    | AM         |
| 12  | Risto Jankov          | 05-09-1998    | 0  | 0 | 0 | 0 | 0 | 0 | 0 | Rabotnički Skopje  | GK         |
| 13  | Stefan Ristovski      | 12-02-1992    | 3  | 0 | 1 | 0 | 0 | 0 | 0 | Dinamo Zagreb      | RB         |
| 14  | Darko Velkovski       | 21-06-1995    | 3  | 0 | 1 | 0 | 0 | 0 | 1 | HNK Rijeka         | CB, DM     |
| 15  | Tihomir Kostadinov    | 04-03-1996    | 2  | 0 | 1 | 0 | 0 | 2 | 0 | MFK Ružomberok     | AM         |
| 16  | Boban Nikolov         | 28-07-1994    | 3  | 0 | 0 | 0 | 0 | 1 | 2 | US Lecce           | CM         |
| 17  | Enis Bardhi           | 02-07-1995    | 3  | 0 | 0 | 0 | 0 | 0 | 3 | Levante UD         | AM         |
| 18  | Vlatko Stojanovski    | 23-04-1997    | 1  | 0 | 0 | 0 | 0 | 1 | 0 | FC Chambly         | CF         |
| 19  | Krste Velkoski        | 20-02-1988    | 0  | 0 | 0 | 0 | 0 | 0 | 0 | FK Sarajevo        | CF         |
| 20  | Stefan Spirovski      | 23-08-1990    | 1  | 0 | 0 | 0 | 0 | 0 | 1 | AEK Larnaca        | DM         |
| 21  | Eljif Elmas           | 24-09-1999    | 3  | 0 | 0 | 0 | 0 | 0 | 0 | SSC Napoli         | AM         |
| 22  | Damjan Šiškovski      | 18-03-1995    | 0  | 0 | 0 | 0 | 0 | 0 | 0 | Doxa Katokopia     | GK         |
| 23  | Marjan Radeski        | 10-02-1995    | 0  | 0 | 0 | 0 | 0 | 0 | 0 | Akademija Pandev   | RW         |
| 24  | Daniel Avramovski     | 20-02-1995    | 1  | 0 | 1 | 0 | 0 | 1 | 0 | Kayserispor        | AM         |
| 25  | Darko Čurlinov        | 11-07-2000    | 2  | 0 | 0 | 0 | 0 | 2 | 0 | VfB Stuttgart      | LW         |
| 26  | Milan Ristovski       | 08-04-1998    | 1  | 0 | 0 | 0 | 0 | 1 | 0 | Spartak Trnava     | LW, CF     |

### Wedstrijden
| Nr. | Land            | GW | W | G | V | DV | DT | DS | Ptn |
| --- | --------------- | -- | - | - | - | -- | -- | -- | --- |
| 1   | Nederland       | 3  | 3 | 0 | 0 | 8  | 2  | +6 | 9   |
| 2   | Oostenrijk      | 3  | 2 | 0 | 1 | 4  | 3  | +1 | 6   |
| 3   | Oekraïne        | 3  | 1 | 0 | 2 | 4  | 5  | -1 | 3   |
| 4   | Noord-Macedonië | 3  | 0 | 0 | 3 | 2  | 8  | -6 | 0   |

#### Groepsfase
|                                               |                                           |       |                 |                                                                               |
| 13 juni 2021 «onderlinge duels» 19:00 (UTC+3) | Oostenrijk                                | 3 – 1 | Noord-Macedonië | Arena Națională, Boekarest Toeschouwers: 9.082 Scheidsrechter: Andreas Ekberg |
| 13 juni 2021 «onderlinge duels» 19:00 (UTC+3) | Lainer 18' Gregoritsch 78' Arnautović 89' |       | 28' Pandev      | Arena Națională, Boekarest Toeschouwers: 9.082 Scheidsrechter: Andreas Ekberg |

|                                               |                                |       |                 |                                                                                    |
| 17 juni 2021 «onderlinge duels» 16:00 (UTC+3) | Oekraïne                       | 2 – 1 | Noord-Macedonië | Arena Națională, Boekarest Toeschouwers: 10.001 Scheidsrechter: Fernando Rapallini |
| 17 juni 2021 «onderlinge duels» 16:00 (UTC+3) | Jarmolenko 29' Jaremtsjoek 34' |       | 57' Alioski     | Arena Națională, Boekarest Toeschouwers: 10.001 Scheidsrechter: Fernando Rapallini |

|                                               |                 |                              |           |                                                                                   |
| 21 juni 2021 «onderlinge duels» 18:00 (UTC+2) | Noord-Macedonië | 0 – 3                        | Nederland | Johan Cruijff ArenA, Amsterdam Toeschouwers: 15.227 Scheidsrechter: István Kovács |
| 21 juni 2021 «onderlinge duels» 18:00 (UTC+2) |                 | 24' Depay 51', 58' Wijnaldum |           | Johan Cruijff ArenA, Amsterdam Toeschouwers: 15.227 Scheidsrechter: István Kovács |

FFM · A-internationals · Bondscoaches · Statistieken · Macedonisch vrouwenelftal · Olympisch elftal · Noord-Macedonië U21 · Noord-Macedonië U20 · Noord-Macedonië U19 · Noord-Macedonië U18 · Noord-Macedonië U17 · Noord-Macedonië U16
1993 – 1999 ·
2000 – 2009 ·
2010 – 2019 ·
2020 − 2029
EK 2020
1993 · 
1994 · 
1995 · 
1996 · 
1997 · 
1998 · 
1999 · 
2000 · 
2001 · 
2002 · 
2003 · 
2004 · 
2005 · 
2006 · 
2007 · 
2008 · 
2009 · 
2010 · 
2011 · 
2012 · 
2013 · 
2014 · 
2015 · 
2016 ·
2017 ·
2018 ·
2019 ·
2020 ·
2021 ·
2022 ·
2023
Albanië ·
Andorra ·
Angola ·
Armenië ·
Australië ·
Azerbeidzjan ·
Bahrein ·
België ·
Bosnië en Herzegovina ·
Bulgarije ·
Canada ·
China ·
Cyprus ·
Denemarken ·
Duitsland ·
Ecuador ·
Egypte ·
Engeland ·
Estland ·
Faeröer ·
Finland ·
Georgië ·
Gibraltar ·
Hongarije ·
Ierland ·
IJsland ·
Iran ·
Israël ·
Italië ·
Jamaica ·
Joegoslavië ·
Kameroen ·
Kazachstan ·
Kosovo ·
Kroatië ·
Letland ·
Libanon ·
Liechtenstein ·
Litouwen ·
Luxemburg ·
Malta ·
Moldavië ·
Montenegro ·
Nederland ·
Nigeria ·
Noorwegen ·
Oekraïne ·
Oman ·
Oostenrijk ·
Paraguay ·
Polen ·
Portugal ·
Qatar ·
Roemenië ·
Rusland ·
Saoedi-Arabië ·
Schotland ·
Servië ·
Slovenië ·
Slowakije ·
Spanje ·
Tsjechië ·
Turkije ·
Verenigde Staten ·
Wales ·
Wit-Rusland · 
Zuid-Korea ·
Zweden
Nederland (2021) · 
Oekraïne (2021) · 
Oostenrijk (2021)
1 Dimitrievski ·
2 Bejtulai ·
3 Zajkov ·
4 Ristevski ·
5 Ademi ·
6 Musliu ·
7 Tričkovski ·
8 Alioski ·
9 Trajkovski ·
10 Pandev  ·
11 Hasani ·
12 Jankov ·
13 S. Ristovski ·
14 D. Velkovski ·
15 Kostadinov ·
16 Nikolov ·
17 Bardhi ·
18 Stojanovski ·
19 K. Velkoski ·
20 Spirovski ·
21 Elmas ·
22 Šiškovski ·
23 Radeski ·
24 Avramovski ·
25 Čurlinov ·
26 M. Ristovski ·
Coach: Angelovski